# Tony Marshall (zanger)
Tony Marshall (Baden-Baden, 3 februari 1938 - aldaar, 16 februari 2023) was een Duitse schlager- en operazanger. Zijn oorspronkelijke naam was Herbert Anton Bloeth.

## Carrière
Marshall volgde een opleiding tot operazanger in Karlsruhe die hij in 1965 afrondde. In plaats van aan de slag te gaan in de opera ging Marschall het populaire pad op. In zijn geboorteland had hij een groot aantal hits. In Nederland is hij vooral bekend vanwege het nummer Schöne Maid uit 1971, dat hij ook in het Engels uitbracht. In de Top 40 bereikte de single de 2e plaats, in de Daverende Dertig stond deze in februari 1972 één week op de eerste plaats.
Marshall trouwde met zijn jeugdliefde Gabrielle en kreeg drie kinderen van wie er twee ook in de showbusiness terecht zijn gekomen. Tony Marshall werd 85 jaar.

## Discografie
Zie ook: Discografie van Tony Marshall
- Biblioteca Nacional de España: XX6002051
- Gemeinsame Normdatei: 11939040X
- International Standard Name Identifier: 0000 0001 1482 9379
- Library of Congress Control Number: no2010155077
- MusicBrainz: 4d23a1a5-7d06-4185-baf2-f74db2be75f2
- Virtual International Authority File: 163112696
- WorldCat: E39PBJdCkkxmXKtW36WvCGVV4q